# 檨腳里
22°41′36.77″N 120°26′0.94″E / 22.6935472°N 120.4335944°E
檨腳里位於大樹區中部，是高雄市大樹區轄下的行政區。面積2.6平方公里，為具有檨仔腳、大庄與大庄山特色的聚落。

## 特性

### 地理位置
本里位於大樹區中部，東臨高屏溪，北接姑山里，西連興山里，南鄰大樹里。村境西側有下淡水溪切割大樹丘陵的陡峭岩壁，東側為下淡水溪的沖積埔地。檨腳里位居南北狹長的大樹區中心，又為重要交通路線的會合地，再加上有廣大的平地可供發展，因此日治時期大樹庄役場設於此地，也曾為大樹鄉公所在地。則郵局、合作金庫等金融機構亦在本里設立。

### 地名釋義
「檨仔腳」位於台21省道與186線道交會處附近。「檨仔」為芒果的閩南語發音，意為「芒果樹下的聚落」。（陳國章，1999:320）根據田調，過去在施姓人家居住附近有許多老欉檨仔，檨仔樹下的聚落及稱為「檨仔腳」，地名稱「檨腳里」。

### 聚落文化
「檨仔腳」聚落早期以吳姓族人聚集的角頭為中心，附近還可以依姓氏再分為施、陳及洪姓等數個角頭：
1. 吳姓：早期集中在中興南、北路與中興東、西路（186縣道）交會處附近，並以此十字路口為中心，附近街區均為吳姓族人的土地。吳姓的祖厝位於中興北路、中興東路與力行街圍起來的區塊內，當地人稱為「五間內」，屬於檨腳里地5-7鄰。吳家祖是一棟三落百二門且有翹脊的大厝，早已拆除，舊戲院亦在此處。此區吳姓族人被其他姓氏稱為「五間內吳」，以示與大樹區的「八杯吳」有所區隔，可能為明鄭部將吳燕山後代。
2. 施姓：位於吳姓族人的西南方，為鳳山寺廟前小路、實踐街、中興南路與中興南路二巷所包圍的區塊，過去為施姓族人的土地與居住範圍，屬於檨腳里第23鄰。施姓可能為施琅的後代，康熙22年（1683）施琅伐鄭成功獲得鳳山縣下的廣大之埔地，小竹上里大部分為施家提供與佃人自由墾闢，成田後報明面積，每甲繳納八石大租，爾後施家之大租權才移轉其他異姓。（臨時台灣土地調查局，1905：80）施姓大厝的埕在光復初期是搭戲棚，收費看歌仔戲的地方，可說是「檨仔腳」最早的戲院所在。
3. 陳姓：為於吳姓族人的南方，實踐街與中山南路二巷叉口附近為陳姓族人的土地與居住之地，屬於檨仔腳第23鄰。陳姓原籍福建省泉州府南安縣四十一都蚵厝寮，遷台後定居大林蒲（今高雄市小港區），而後二房遷居檨仔腳，其中七戶陳姓族人又於日治時期遷往「山豬窟」（今大樹區和山里），繁衍至今成為和山里重要姓氏。
4. 洪姓：位於吳姓族人的南方，大樹分駐所以南，中興南路、中興南路二巷與力行街圍起來的區塊，過去稱為「湧米內」[3]，屬於檨腳里第3鄰。後洪姓人家在此興建五間樓仔厝，當地人又喚作「五間厝」[4]。[2]

### 宗教廟宇

#### 鳳山寺
為「檨仔腳」的庄頭廟，主祀廣澤尊王。廣澤尊王原奉於大樹腳保安宮，同治年間各角頭信徒參拜方便，提議分靈奉祀，「大樹腳」保安宮奉祀大聖公，「檨仔腳」奉祀二聖公，「溪埔」保安宮奉祀三聖公。當時，「檨仔腳」尚未建廟，只有簡陋的公厝，原位在舊大樹區戶政事務所處，又遷至大樹國小附近，最後遷至現址，建立「鳳山寺」。民國67年（1978年）因廟多毀損，地方人士倡議重建，民國77年（1988年）竣工。寺廟一樓主祀廣澤尊王，陪祀福德正神與註生娘娘，另外三樓另奉祀玉皇大帝。

#### 武山殿
為「大庄」的庄頭廟，位於聚落的東南角。廟中藏有一只道光3年（1823年）的石製香爐，可知「武山殿」最遲在道光3年（1823年）即已建立。寺廟牆壁鑲有一咸豐7年（1857年）「重修武山廟」捐題碑記，紀載當時由內總理吳名標、蘇牌觀以及外總理方老為共同發起重修。但清末下溪水氾濫造成廟宇崩塌，直至民國39年（1950年）才由江西募款修建，民國70年（1981年）重建為今貌。主祀三山國王，為蘇姓先祖自廣東省潮州府攜來，副祀天上聖母、觀音菩薩與太子爺，陪祀福德正神與註生娘娘。

#### 北極殿
「北極殿」本位「大庄山頂」郭家祖祠的前方，數十年前因神明指示遷至現址，為一公厝型小型廟。主祀玄天上帝，副祀觀音菩薩、濟公活佛，廣澤尊王，配祀三太子與福德正神。據傳玄天上帝神像與其配劍當初先祖從大陸帶來，濟公活佛則是近期才有他處乞來。「北極殿」嚴格說來只是「大庄山頂」的角頭廟，其居民仍多至「檨仔腳」鳳山寺祭祀。

### 教育
位於「檨仔腳」的大樹國民小學，在民國2年（1913年）奉准設立命名為大樹腳公學校，並暫借保安宮廟開學，民國4年（1915年）新建教室於現址。民國30年（1941年）更改校名為大樹國民學校。其傑出校友包括：前高雄縣議員吳利成、科工館館長陳訓祥等傑出校友。